# Jasper (Name)
Jasper ist ein männlicher Vorname sowie ein davon abgeleiteter Familienname.

## Herkunft und Bedeutung
Jasper ist die niederdeutsche, friesische und englische Form von Kaspar, dem Namen eines der „Heiligen Drei Könige“, die Jesus die Geschenke überreichten.  Kaspar (persisch) bedeutet der Schatzmeister.

## Varianten
- Jaspar, Jaspert: friesisch
- Jesper: dänisch; schwedisch, norwegisch

## Namensträger

### Vorname
- Jasper Adams (* 1989), niederländischer Handballspieler
- Jasper von Altenbockum (* 1962), deutscher Journalist
- Jasper Balke (* 1997), deutscher Politiker
- Jasper Becker (* 1956), britischer Autor und Korrespondent
- Jasper Bisbee (1843–1935), US-amerikanischer Musiker
- Jasper Blom (* 1965), niederländischer Jazzsaxophonist
- Jasper Bolland (* 1986), niederländischer Fußballspieler
- Jasper Ewing Brady (1797–1871), US-amerikanischer Politiker
- Jasper von Buchwaldt (1650–1705), herzoglicher Kammerjunker und Gutsherr
- Jasper Carstens (1705–1759), deutscher Baumeister
- Jasper Cillessen (* 1989), niederländischer Fußballtorhüter
- Jasper Francis Cropsey (1823–1900), US-amerikanischer Maler
- Jasper Newton Daniel (1846–1911), US-amerikanischer Unternehmensgründer, siehe Jack Daniel
- Jasper De Buyst (* 1993), belgischer Radrennfahrer
- Jasper Fforde (* 1961), britischer Autor
- Jasper André Friedrich (* 1965), deutscher Kommunikations- und Medienwissenschaftler und Journalist
- Jasper von Gennep (≈1500–1564), deutscher Autor, Drucker und Verleger
- Jasper Hamelink (* 1990), niederländischer Radrennfahrer
- Jasper Hanebuth (1607–1653), deutscher Söldner
- Jasper Harris (* 1996), britischer Schauspieler
- Jasper van’t Hof (* 1947), niederländischer Pianist
- Jasper Høiby (* 1977), dänischer Jazzbassist
- Jasper James, britischer Drehbuchautor und Regisseur
- Jasper Johns (* 1930), US-amerikanischer Künstler
- Jasper Le Clercq (* 1970), niederländischer Jazzgeiger und Komponist
- Jasper Linde († 1524), deutscher Geistlicher, Erzbischof von Riga
- Jasper Maskelyne (1902–1973), britischer Zauberkünstler
- Jasper März (Jasper; * 1986), deutscher Musiker
- Jasper Meijer (* 1987), niederländischer Pokerspieler
- Jasper Morrison (* 1959), britischer Designer
- Jasper Ockeloen (* 1990), niederländischer Radrennfahrer
- Jasper von Oertzen (1616–1657), deutsch-dänischer Hofmarschall und Landdrost
- Jasper von Oertzen (1801–1874), deutscher Verwaltungsjurist und Diplomat
- Jasper von Oertzen (1833–1893), Funktionär der deutschen Gemeinschaftsbewegung
- Jasper Pääkkönen (* 1980), finnischer Schauspieler
- Jasper Packard (1832–1899), US-amerikanischer Politiker
- Jasper Philipsen (* 1998), belgischer Radrennfahrer
- Jasper Smets (* 1995), deutscher Schauspieler
- Jasper Stuyven (* 1992), belgischer Radrennfahrer
- Jasper N. Tincher (1878–1951), US-amerikanischer Politiker
- Jasper Tudor, 1. Duke of Bedford (≈1431–1495), Onkel von König Heinrich VII. von England
- Jasper Vogt (* 1945), deutscher Schauspieler
- Jasper D. Ward (1829–1902), US-amerikanischer Jurist und Politiker

### Mittelname
- Gerrit Jasper Schenk (* 1968), deutscher Historiker
- Ulrich Jasper Seetzen (1767–1811), deutscher Orientalist
- Werner Jasper Andreas von Moltke (1755–1835), deutscher Amtmann in dänischen Diensten

### Familienname
- Bernhard Jasper (* 1972), deutscher Kameramann
- Burkhard Jasper (* 1954), deutscher Politiker (CDU)
- Christian Jasper (Künstler) (* 1967), deutscher Installationskünstler
- Christian Jasper (* 1985), deutscher Jurist und Theologe
- Daniela Jasper (* 1971), deutsche Extrembergsteigerin
- Detlev Jasper (* 1942), deutscher Mittelalterhistoriker
- Dieter Jasper (* 1962), deutscher Unternehmer und Politiker (CDU)
- Dirk Jasper (1947–2011), deutscher Publizist, Sachbuchautor und Multimedia-Produzent
- Friedrich Jasper (1847–1938), österreichischer Buchdrucker
- Gisberth Jasper (1865–1953), deutscher Vizeadmiral
- Gotthard Jasper (1934–2024), deutscher Politikwissenschaftler
- Harald Leithe-Jasper (1904–1977), deutscher Diplomat
- Heinrich Jasper (1875–1945), deutscher Politiker (SPD), MdL Freistaat Braunschweig
- Heinrich Jasper (Politiker, II), deutscher Politiker (KPD), MdL Freistaat Lippe
- Heinrich Jasper (Molekularbiologe) (* 1974), deutscher Molekularbiologe
- Herbert Jasper (1906–1999), kanadischer Neurowissenschaftler
- Henry Jasper (1896–1937), US-amerikanischer Baseballspieler
- Hester Jasper (* 2001), niederländische Volleyballspielerin
- Johann Wilhelm Jasper (1898–1934), deutscher Widerstandskämpfer
- Karl Jasper († nach 1933), deutscher Sportfunktionär
- Karsten Jasper (* 1952), deutscher Politiker (CDU)
- Lex Jasper (* 1949), niederländischer Jazzmusiker
- Maren Jasper-Winter (* 1977), deutsche Politikerin (FDP), MdA
- Marrit Jasper (* 1996), niederländische Volleyballspielerin
- Robert Jasper (* 1968), deutscher Extrembergsteiger
- Sam Jasper (* 1986), neuseeländischer Fußballspieler
- Star Jasper (* 1966), US-amerikanische Schauspielerin
- Sylvester Jasper (* 2001), bulgarischer Fußballspieler
- Viktor Jasper (1848–1931), österreichischer Maler und Kupferstecher
- Walter Jasper (1942–2023), deutscher Radioreporter
- Wilhelm Jasper (1877–1927), deutscher Gewerkschafter und Politiker, MdL Braunschweig
- Willi Jasper (1945–2023), deutscher Literaturhistoriker
- Wiltraud Jasper (1915–1996), deutsche Grafikerin